# The Invisible Government
The Invisible Government è un cortometraggio muto del 1913 diretto da Oscar Eagle.

## Produzione
Il film fu prodotto dalla Selig Polyscope Company.

## Distribuzione
Distribuito dalla General Film Company, il film - un cortometraggio in due bobine - uscì nelle sale cinematografiche statunitensi il 29 settembre 1913. L'11 dicembre di quello stesso anno il film venne distribuito anche nel Regno Unito.